# Reba McEntire
Reba Nell McEntire (McAlester, Oklahoma; 28 de marzo de 1955) es una cantante y actriz estadounidense. Considerada una de los mayores exponentes de la música country, debutó como cantante durante su estadía en la preparatoria, realizando presentaciones en vivo en programas de radio y en rodeos. Una de sus presentaciones, realizada en un rodeo en Oklahoma City, llamó la atención del músico Red Steagall, quien finalmente la ayudó a trasladarse a Nashville, Tennessee y en la brevedad a conseguir un contrato con el sello discográfico Mercury Records en 1975. Bajo el respaldo de Mercury publicó su álbum debut en 1977, Reba McEntire, y lanzaría hasta 1983 otros cinco álbumes de estudio más.
En 1983, firmó un contrato con la discográfica MCA Nashville Records, con la cual lanzó una serie de álbumes y sencillos con los que encontró una inmensa popularidad en los años 1980 y 1990. Sus mayores éxitos incluyen temas como "How Blue", "Somebody Should Leave", "Whoever's in New England", "Little Rock", "The Last One to Know", "One Promise Too Late", "Love Will Find Its Way to You", "Rumor Has it" y "For My Broken Heart". Ha publicado 29 discos, vendiendo más de 50 millones de ejemplares y obteniendo 21 primeros puestos en las listas de popularidad estadounidenses.
En cuanto a su trayectoria como actriz, McEntire ha participado en ocho películas, dos obras de teatro montadas en Broadway, seis telefilmes y protagonizado la comedia de situación Reba (2001-2007), su protagónico más elogiado, por el que incluso fue nominada al Globo de Oro por mejor actriz de comedia o musical.

## Carrera musical
Reba McEntire se separó del sello discográfico Mercury en 2008, tras haber grabado casi veinte discos durante más de dos décadas con dicha discográfica y haber recibido dos premios Grammy. En todo ese tiempo, se reveló que se habían vendido 67 millones de copias de álbumes de la intérprete a nivel internacional. Poco después, firmó un contrato con Valory Music Group, filial de Big Machine Records.
Su vigésimo cuarto álbum de disco y el primero publicado bajo el respaldo de Valory, fue Keep On Loving You, puesto a la venta el 1 de agosto de 2009.
El vigésimo noveno álbum de estudio de McEntire All the Women I Am se publicó en noviembre de 2010.
En 2014, McEntire pasó a formar parte del nuevo sello de Big Machine para artistas veteranos titulado Nash Icon Music. Su primer sencillo para Nash Icon fue "Going Out Like That", de 2015, que alcanzó el top 25 de la lista Billboard de canciones country. Se incluyó en su álbum de 2015 para Nash Icon Love Somebody. El álbum alcanzó el primer puesto en la lista de álbumes country y se situó entre los cinco primeros de la lista Billboard 200. En 2016, McEntire lanzó un tercer álbum de estudio con temática navideña llamado My Kind of Christmas. El álbum se vendió exclusivamente en Cracker Barrel y en línea. También anunció que pronto vendería su propia línea de ropa, decoración para el hogar, joyas y otras cosas bajo la línea "Rockin' R by Reba" también en Cracker Barrel.

### 2017-presente: Nuevos comienzos a sus 60 años
Tras su separación de su exmarido Narvel Blackstock, McEntire tomó las riendas de su carrera como su propia mánager. Reclutó a Justin McIntosh, de Starstruck Entertainment, Leslie Matthews, que actuaba como Brand Manager, y Carolyn Snell, que llevaba nueve años con McEntire. Formaron Reba's Business Inc. (RBI). Se mudó del edificio en el que ella y Blackstock habían trabajado y trasladó su empresa a Green Hills, Nashville.
El 15 de diciembre de 2016, McEntire anunció que iba a lanzar su primer álbum de góspel titulado Sing It Now: Songs of Faith & Hope. Fue lanzado por Nash Icon/Rockin' R Records el 3 de febrero de 2017, y consta de dos discos. El disco uno contiene himnos tradicionales, mientras que el disco dos contiene temas originales. "Softly and Tenderly", con Kelly Clarkson y Trisha Yearwood, fue el primer tema del álbum publicado. Otro tema del álbum, "In the Garden/Wonderful Peace", cuenta con la participación de los Isaacs. Jay DeMarcus de los Rascal Flatts produjo el álbum. El primer sencillo del álbum es "Back to God". En enero de 2018, McEntire ganó el Premio Grammy al Mejor Álbum de Roots Gospel, su primera nominación desde 2007, y su primera victoria en un Premio Grammy en más de veinte años, desde 1994. También fue cabeza de cartel del festival C2C: Country to Country en el Reino Unido junto a Brad Paisley y Zac Brown Band en marzo. Debido a su limitado lanzamiento en 2016, el 13 de octubre de 2017 se reeditó My Kind of Christmas -esta vez incluyendo canciones con Vince Gill, Amy Grant, Darius Rucker y Lauren Daigle- en su página web y a través de iTunes. En julio de 2018, se anunció que McEntire sería una de las cuatro homenajeadas en la 41.ª edición anual de los Kennedy Center Honors, junto a Cher, Philip Glass y Wayne Shorter. La ceremonia se celebró el 2 de diciembre de 2018 y se transmitió por CBS el 26 de diciembre de 2018.
McEntire lanzó su vigésimo noveno álbum de estudio Stronger Than the Truth el 5 de abril de 2019. McEntire también regresó para presentar la 54.ª edición de los Premios de la Academia de Música Country el 8 de abril de 2019.
El 20 de febrero de 2020, durante una aparición sorpresa en el Seminario de Radio Country, McEntire anunció que había firmado un nuevo contrato discográfico con MCA Nashville, regresando al sello después de dejarlo en noviembre de 2008. McEntire fue la anfitriona de la 54.ª edición de los Premios de la Asociación de Música Country junto a Darius Rucker en noviembre de 2020. McEntire fue anfitriona anteriormente en 2019 con Carrie Underwood y Dolly Parton, 1992 con Vince Gill, 1991 ella sola (la segunda anfitriona en solitario) y 1990 con Randy Travis. El 3 de octubre de 2022, Reba reveló que continuaría con su gira Reba: Live in Concert hasta 2023 y tocaría por primera vez en el Madison Square Garden de Nueva York.

## Carrera como actriz

### 1975-1984: primeros años de carrera
A finales de la década de 1980, muchos videos musicales de McEntire fueron consideradas por muchos críticos como "pequeñas películas". En ellos, interpretaba diferentes personajes, lo cual hizo que sus videos se diferenciaran de los lanzados por otros artistas en esos años. Luego, comenzó a demostrar interés en la actuación y en 1989 participó como presentadora ocasional del programa matutino de noticias Good Morning America, emitido en la cadena estadounidense ABC network. 
Su debut cinematográfico se produjo en 1990 en la película Tremors, donde hizo el papel de Heather Gummer. Por su desempeño recibió críticas mayormente positivas y adquirió una nominación al premio Saturn como mejor actriz de reparto. A esa presentación le siguieron el telefilme The Gambler Returns: The Luck of the Draw, donde compartió escena con Kenny Rogers y Burt Reynolds; y los largometrajes North, de Rob Reiner, donde trabajó junto a Elijah Wood, Bruce Willis, Jason Alexander y Julia Louis-Dreyfus; y  The Little Rascals, bajo la dirección de Penelope Spheeris, el cual recibió críticas negativas.
Asimismo, la artista protagonizó Is There Life Out There?, una película para televisión basada en la canción homónima. Al año siguiente, participó en el telefilme nominado al premio Emmy Buffalo Girls, que cuenta la vida de la bailarina Calamity Jane (interpretada por Anjelica Huston). Allí, McEntire hizo el papel de la mejor amiga de Jane, Annie Oakley. En 1998, representó el rol de Lizzie Brooks en Forever Love, una película para televisión basada en la canción homónima.

### 2000-2007: Broadway y la serieReba
Entre 2001 y 2007, McEntire protagonizó la comedia de situación Reba, que se emitió durante seis temporadas en la cadena estadounidense WB network. Allí interpretó el papel de Reba Hart, una ama de casa que tras divorciarse debe enfrentarse a la difícil misión de criar a sus dos hijos menores y a su hija mayor, quien queda embarazada de su novio de secundaria. Por su trabajo en este programa recibió críticas positivas de diversas fuentes. En 2004 fue nominada al Globo de Oro por mejor actriz de comedia.

## Discografía
- Reba McEntire (1977)
- Out of a Dream (1979)
- Feel the Fire (1980)
- Heart to Heart (1981)
- Unlimited (1982)
- Behind the Scene (1983)
- Just a Little Love (1984)
- My Kind of Country (1984)
- Have I Got a Deal for You (1985)
- Whoever's In New England (1986)
- What Am I Gonna Do About You (1986)
- The Last One to Know (1987)
- Reba (1988)
- Sweet Sixteen (1989)
- Rumor Has It (1990)
- For My Broken Heart (1991)
- It's Your Call (1992)
- Read My Mind (1994)
- Starting Over (1995)
- What If It's You (1996)
- If You See Him (1998)
- So Good Together (1999)
- Room To Breathe (2003)
- Reba: Duets (2007)
- Keep On Loving You (2009)
- All The Women I Am (2010)
- Love Somebody (2015)
- Stronger than the truth (2019)

## Filmografía
| Año  | Título                  | Papel          | Notas                                                   | Recaudación  |
| ---- | ----------------------- | -------------- | ------------------------------------------------------- | ------------ |
| 1990 | Tremors                 | Heather Gummer | Nominada al premio Saturn como mejor actriz de reparto. | $48.000.000  |
| 1994 | Maverick                | Espectadora    | Cameo                                                   | $183.000.000 |
| 1994 | North                   | Ma Tex         |                                                         | $9.000.000   |
| 1994 | The Little Rascals      | A.J. Ferguson  |                                                         | $71.000.000  |
| 2001 | One Night at McCool's   | Dra. Green     |                                                         | $15.000.000  |
| 2006 | The Fox and the Hound 2 | Dixie          | Voz                                                     | $95.000.000  |
| 2006 | Charlotte's Web         | Betsy          | Voz                                                     | $145.000.000 |
| 2011 | Wanderlust              | Naomi          |                                                         |              |

| Año        | Título                                    | Papel            | Notas |
| ---------- | ----------------------------------------- | ---------------- | --- |
| 1991       | The Gambler Returns: The Luck of the Draw | Burgundy Jones   | (Telefilme) |
| 1993       | Evening Shade                             | Ella misma       | Episodio: "Ava Takes a Shower" |
| 1993       | The Man From Left Field                   | Nancy Lee Prinzi | (Telefilme) |
| 1994       | Frasier                                   | Rachael          | Episodio: "Fortysomething" |
| 1994       | Libertad para vivir                       | Lily Marshall    | (Telefilme) |
| 1995       | Buffalo Girls                             | Annie Oakley     | (Telefilme) |
| 1997       | Diagnosis: Murder                         | Ella misma       | Episodio: "Murder, Country Style" |
| 1998       | Forever Love                              | Lizzie Brooks    | (Telefilme) |
| 1998       | Hércules                                  | Artemis          | Episodios: "Hercules and the Falling Stars" y "Hercules and the Caledonian Boar"                                                                                  |
| 1999       | Secret of Giving                          | Rose Cameron     | (Telefilme) |
| 2001– 2007 | Reba                                      | Reba Hart        | Ganó el premio People's Choice a la actriz favorita de una nueva serie televisiva (2002). Nominada al Globo de Oro como mejor actriz de comedia o musical (2004). |
| 2010       | Better With You                           | Lorraine Ashley  | Episodio: "Better With Flirting" |
| 2011       | Working Class                             | Renee            | Episodio: "Sugar Mama" |
| 2011       | When I Was 17                             | Ella misma       | |
| 2011       | The Voice                                 | Ella Misma       | Asesora de Blake Shelton en la primera temporada. |
| 2015       | The Voice                                 | Ella Misma       | Asesora de Blake Shelton, Adam Levine, Pharrell Williams y Christina Aguilera en el Top 12 de la octava temporada.                                                |

## Premios y nominaciones
| Año  | Premio              | Nominado                                     | Categoría                                          | Resultado | Referencias |
| ---- | ------------------- | -------------------------------------------- | -------------------------------------------------- | --------- | ----------- |
| 2025 | Kids' Choice Awards | Ella por su papel de Bobbie en Happy's Place | Estrella de televisión femenina favorita (familia) | Nominada  | [ 25 ]      |